# Attenhofen (Greding)

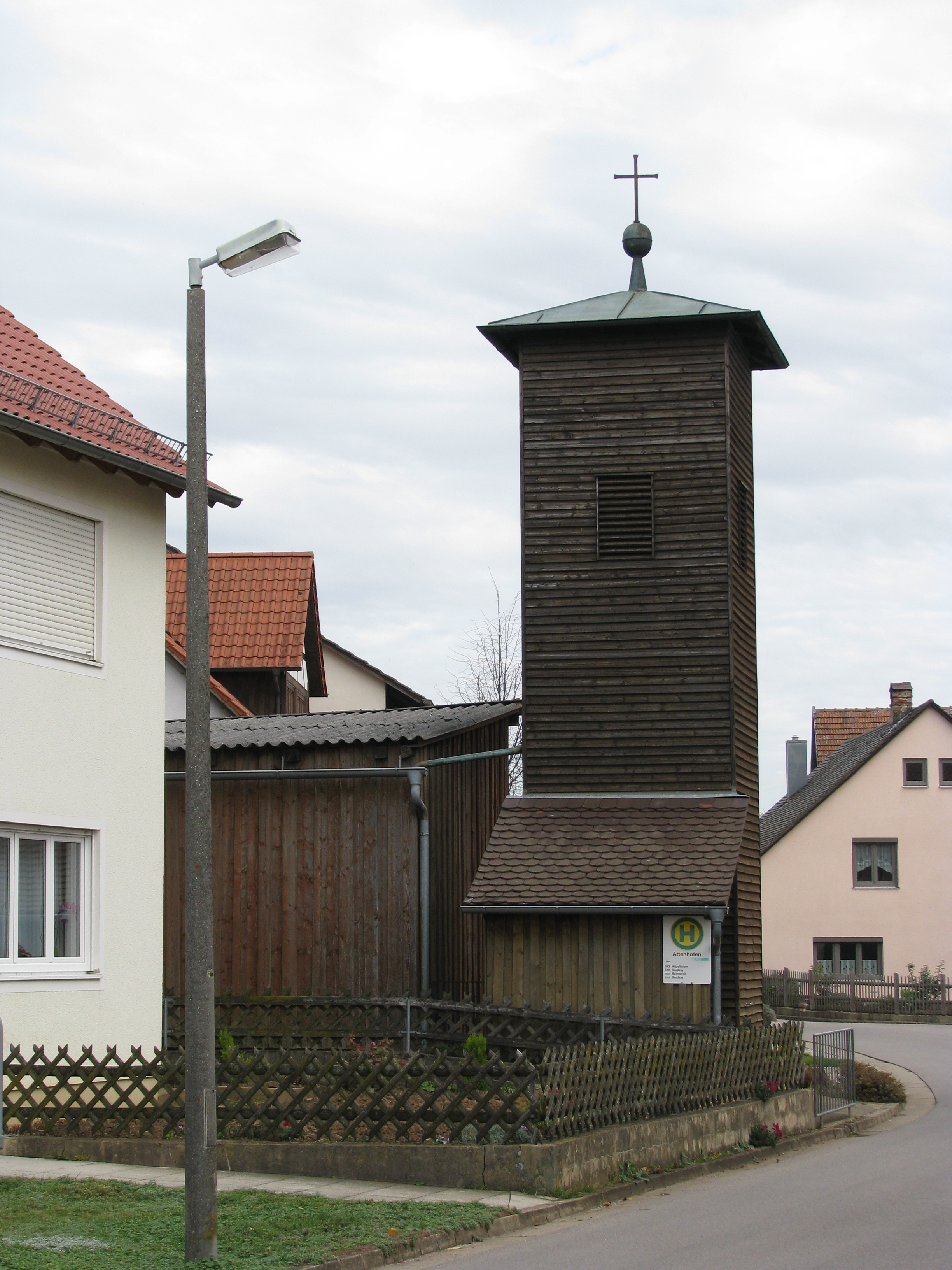
Ortsmitte

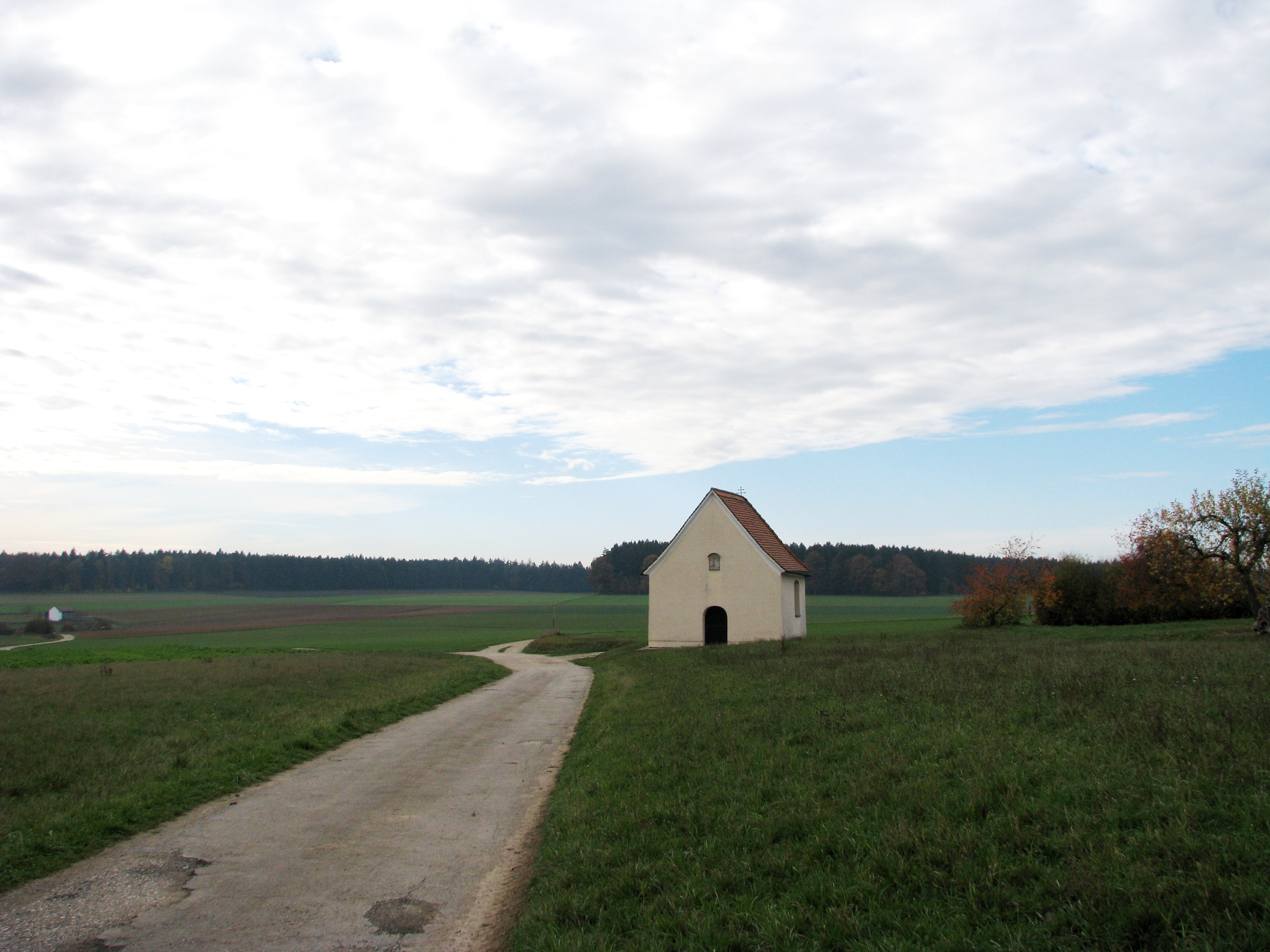
Dreifaltigkeitskapelle

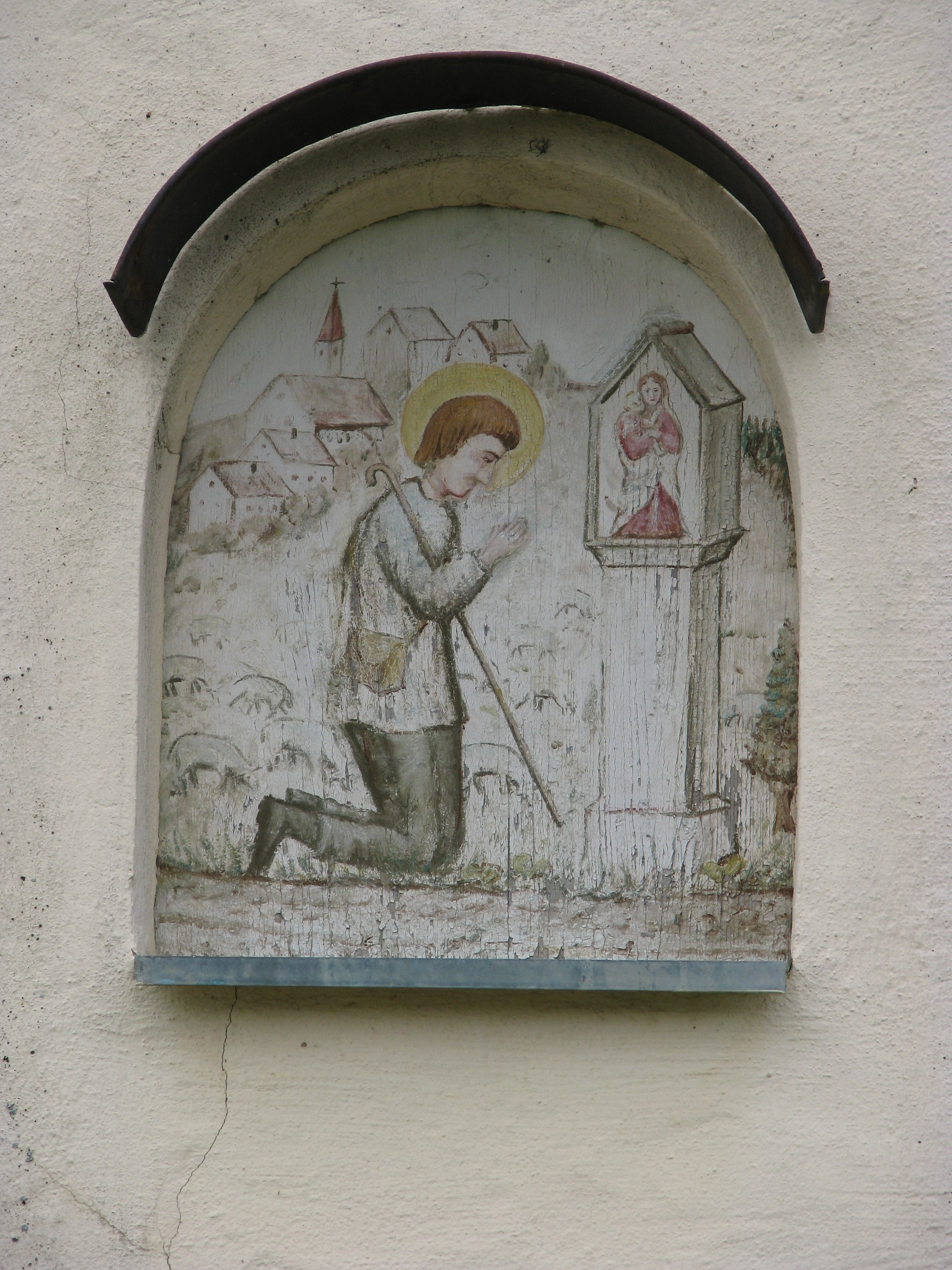
Bildnis an der Dreifaltigkeitskapelle

Attenhofen ist ein Gemeindeteil der Stadt Greding im Landkreis Roth (Regierungsbezirk Mittelfranken, Bayern). Attenhofen liegt in der Gemarkung Landerzhofen.

## Lage
Das Dorf liegt auf der Hochfläche der südlichen Frankenalb im Naturpark Altmühltal nordöstlich des Gemeindesitzes Greding und etwas südlich der von Greding nach Berching führenden Staatsstraße 2336. Gemeindeverbindungsstraßen führen zur Staatsstraße 2336 bei Landerzhofen und die Kreisstraße RH 37/EI 48 kreuzend nach Birkhof.

## Geschichte
„Haettenhoven“ (= die Höfe des Hatto) wurde bei der Auseinandersetzung um das Hirschberger Erbe nach dem Aussterben der Hirschberger Grafen mit Gebhard VII. 1305 im Gaimersheimer Schiedsspruch dem Bischof von Eichstätt und seinem Hochstift zugesprochen. Hinsichtlich der bischöflichen Vogtei gehörte das Dorf mit vier Anwesen (Stand 1644) zum Oberamt Hirschberg-Beilngries, mit weiteren vier Höfen (Stand 1741) zum Richteramt Greding (vermutlich ab 1311). Daneben gab es im Dorf noch reichsherrschaftlichen Sulzbürger und (Hilpolt-)Stainer (im 14. Jahrhundert auch als Jarsdorfer/Jahrsdorfer bezeichnet) Besitz. 1383 einigte sich Bertha von Stain, Witwe des Reichsministerialen Hilpolt von Stain, mit dem Eichstätter Domkapitel über den Zehent von Attenhofen und anderen Orten. Die Herrschaft Sulzbürg hatte drei Attenhofer Anwesen. Zum pfalz-neuburgischen Amt Hilpoltstein gehörte noch 1741 ein Anwesen. Der bischöfliche Besitz mehrte sich, indem Bischof Friedrich IV. (von Oettingen) 1398 von Schweiker (Schweiger) dem Jüngeren von Gundelfingen sieben Attenhofer Hofstätten aus dem ehemaligen Besitz der Toerringer bzw. des Hilpolts II. von Stein erwarb. 1792 werden außerdem zwei Stauferische Lehen in Attenhofen genannt. Im Dorf hatte das Benediktiner-Kloster Plankstetten Grundbesitz; von zwei Klosteranwesen ist nach dem Dreißigjährigen Krieg die Rede. Ein kleiner Besitz gehörte dem Heilig-Geist-Spital Eichstätt.
Bis zur Säkularisation 1802 unterstand Attenhofen zusammen mit dem Nachbarort Landerzhofen und fünf weiteren Orten der Ehehaft Hirschberg und bezüglich der Dorf- und Gemeindeherrschaft zusammen mit Landerzhofen als eine Gemeinde dem Kastenamt Beilngries des Oberamtes Beilngries-Hirschberg.
Bei der Säkularisation kam das untere Hochstift, zu dem das Oberamt Beilngries-Hirschberg und damit auch die Gemeinde Landerzhofen/Attenhofen gehörte, 1802 an Großherzog Erzherzog Ferdinand III. von Toskana und 1806 an das Königreich Bayern und dort in das Landgericht Beilngries. 1809 wurde aus Attenhofen, Birkhof (2008: 16 Einwohner) und Landerzhofen den Steuerdistrikt Landerzhofen gebildet (ab 1811 Ruralgemeinde). 1857 wurde diese Gemeinde dem mittelfränkischen Landgericht Greding einverleibt. Dabei blieb es bis zur bayerischen Gebietsreform, als sich die Gemeinde Landerzhofen am 1. Januar 1972 der Stadt Greding anschloss.

### Kirchliche Verhältnisse
Kirchlich gehörte der Ort von jeher zum nahegelegenen Landerzhofen, wo es spätestens seit der Romanik (12./13. Jahrhundert) eine (katholische) Ortskirche St. Thomas als Filiale der Urpfarrei St. Martin in Greding gab. In Attenhofen selber gibt es nur außerhalb des Ortes im Südwesten eine Dreifaltigkeitskapelle, die 1798 erbaut wurde und zum Plankstettischen Klosteranwesen gehörte.

### Einwohnerentwicklung
- 1638: 1 Untertan[6]
- 18. Jh.: 16 Güter
- 1830: 100 Einwohner
- 1900: 18 Wohngebäude
- 1950: 92 Einwohner bei 18 Wohngebäuden
- 1987: 69 Einwohner[7]
- 2008: 73 Einwohner
- 2010: 70 Einwohner
- 2016: 62 Einwohner

## Baudenkmäler
Außer der Dreifaltigkeitskapelle galt ein in Jurabauweise 1690 erbautes Bauernhaus im Dreifaltigkeitsweg 4 als Baudenkmal. Es hatte im Erdgeschoss Bruchsteinmauerwerk, im Obergeschoss und Giebel Fachwerk und war mit bauzeitlicher gewölbter Rauchküche und kalksteingedecktem flachem Satteldach ausgestattet.

## Sonstiges
- Bei Attenhofen betreibt der Skiclub im TSV Greding einen Skilift.

## Vereine
- Freiwillige Feuerwehr Landerzhofen/Attenhofen
- FSV (Freizeitsportverein) Landerzhofen/Attenhofen
- Katholische Landjugend-Bewegung Landerzhofen/Attenhofen

## Persönlichkeiten
- Alois (Frater Dagobert) Klinger (* 15. März 1928), Mitglied des Ordens der barmherzigen Brüder